# Crispo Miklós naxoszi herceg
Crispo Miklós (1392 – 1450), görögül: Νικολό Κρίσπος, κύριος της Σύρου και αντιβασιλιάς στο Δουκάτο της Νάξου , olaszul: Nicolò/Niccolò Crispo, reggente del Ducato di Nasso/dell'Arcipelago, latinul: Nicolaus Crispo, regens Naxius/Archipelagi, a Naxoszi Hercegség régense, Szürosz és Szantorini ura. A Crispo-házból származott. IV. Alexiosz trapezunti császár veje, Crispo Florencia naxoszi hercegnő apja és I. Katalin ciprusi királynő nagyapja, Caterino Zeno apósa, valamint a házastársa révén Uzun Haszan feleségének, Komnénosz Teodóra iráni királynénak az unokabátyja.

## Élete

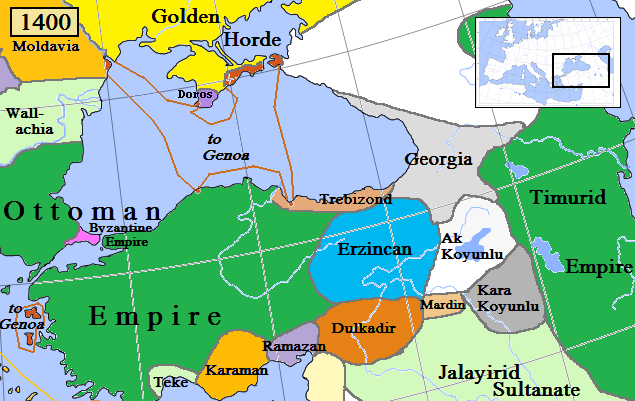
A Trapezunti Császárság és a maradék Bizánci Birodalom 1400-ban.

A Naxoszi Hercegség és a maradék Bizánci Birodalom 1410-ben.

I. (Crispo) Ferenc naxoszi uralkodó herceg és II. (Sanudo) Florencia naxoszi uralkodó hercegnő fia.
A bizánci belső kapcsolatok a Bizánci Birodalom 1204-es széthullásakor is megmaradtak, mikor Konstantinápolyt a IV. keresztes hadjáratban a nyugatiak elfoglalták, és a Bizánci Birodalom több részre esett szét, és bár 1261-ben Konstantinápolyt visszafoglalták, és sok elszakadt terület újra elismerte Bizánc főhűbérúri hatalmát, de a széttagoltság 1453-ig, a Bizánci Birodalom bukásáig is megmaradt már. Ezt a közös történelmi összetartozást sok esetben házasságokkal is megpecsételték. Ennek a hagyománynak volt a folytatása, hogy 1413-ban Nic(c)olò Crispo naxoszi herceg, Szürosz és Szantorini ura, a Naxoszi Hercegség későbbi régense feleségül vette Eudokia (Valenza), trapezunti császári hercegnőt, akinek az apja IV. Alexiosz (1382–1429) trapezunti császár, az anyja Kantakuzénosz Teodóra (1382 körül–1426) volt. Apai nagyszülei pedig III. Mánuel (1363–1417) trapezunti császár és Bagrationi Eudokia/Gulkan(-Hatun(i)) (Gülhan) (1360 körül–1390) grúz királyi hercegnő, IX. Dávid grúz király és Dzsakeli Szinduhtar szamchei (meszheti) hercegnő lánya.
Miklós és Eudokia gyerekei voltak: II. (Crispo) Ferenc (1417–1463) naxoszi herceg, akinek az 1 felesége Guglielma Zeno volt, és 3 gyermeket szült, a 2. felesége Petronilla Bembo, akitől nem születtek újabb gyermekei, valamint Crispo Florencia (1422–1501), akinek a férje Marco Cornaro (1406–1479) velencei patrícius, Marco Cornaro velencei dózse dédunokája volt. Az ő lányuk volt I. (Cornaro) Katalin (Caterina) (1454–1510) ciprusi királynő (ur.: 1474–1489), aki II. (Fattyú) Jakab (1438–1473) ciprusi királyhoz ment férjhez, és egy fiuk született, III. (Lusignan) Jakab (1473–1474), aki az apja halála után a születésétől a haláláig Ciprus királya volt.
Továbbá egy másik lánya, Jolán (1427–?) Caterino Zeno (1421/35/43–1490 körül) velencei patríciushoz ment feleségül, akit a Velencei Köztársaság Miklós feleségének, Eudokiának az unokahúgához, Teodórához és férjéhez, Uzun Haszanhoz küldött követeként. Caterino Zeno Eudokia unokahúgát, fivérének, IV. Jánosnak a lányát, Teodórát és gyermekeit is meglátogatta, és részletes beszámolót készített a trapezunti császári hercegnőről. Teodóra legidősebb lánya volt Márta, aki szintén ortodox keresztény vallású volt, ezt tükrözte a keresztény neve is, bár Halima néven számontartották, I. Iszmáíl perzsa sah anyja volt.
Miklós sógora, II. (Komnénosz) Dávid (1408 körül–1463), 1460-tól 1461-ig az utolsó trapezunti császár volt.
Miklós 1433-ban a másodszülött bátyja, II. János (1388–1433) halála után töltötte be a Naxoszi Hercegségben a régensi tisztséget a kiskorú unokaöccse, II. Jakab (1426–1447) nagykorúságáig, de mivel II. Jakab 21 éves korában meghalt, az unokaöccse csecsemő fia, János Jakab (1446/7–1453) helyett továbbra is folytatta az uralkodást az 1450-ben bekövetkezett haláláig. János Jakab három évvel élte túl a nagynagybátyját, Miklóst, és hat vagy hét évesen hunyt el. Ekkor a lánytestvére kihagyásával – bár nők is örökölhették a trónt, mint Miklós anyja, II. (Sanudo) Florencia is Naxosz uralkodó hercegnője lett, de nők csak abban az esetben kerülhettek trónra, ha nincs már törvényes fiú örökös – Miklós harmadszülött bátyja, II. Vilmos (1390–1453) lett az uralkodó herceg, de mivel a házasságából csak egy lánya született, így II. Vilmos (1463) halála után Miklós fia, II. Ferenc lett az új herceg, aki viszont még ugyanebben az évben meghalt. II. Ferencet a fia, III. Jakab (1446–1480) követte a hercegség trónján, és egészen 1566-ig, kicsit több mint 100 évig, az oszmán hódításig Miklós leszármazottai uralkodtak Naxoszon és a hozzátartozó szigetcsoporton.

## Gyermekei
- Feleségétől, Komnénosz Eudokia, (1400 előtt/körül–1433 után) trapezunti császári hercegnőtől, 11 gyermek:
  - Katalin (Caterina) (1415–?), férje Angelo (II) Gozzadini (?–1464), Szifnosz és Küthnosz (Thermia) ura
  - Lukrécia (Lucrezia) (1416–?), férhe Leone Malipiero velencei patrícius
  - Ferenc (Francesco) (1417–1463), II. Ferenc néven Naxosz uralkodó hercege, 1 felesége Guglielma Zeno, 3 gyermek, 2. felesége Petronilla Bembo, nem születtek újabb gyermekei, összesen 3 gyermek
  - Domonkos (Domenico) (megh. fiatalon)
  - Petronilla (1419–?), férje Jacopo Priuli, velencei patrícius
  - Mária (1420/1–?), férje Nicolò Balbi, velencei patrícius
  - Florencia (Fiorenza) (1422–1501), férje Marco Cornaro (1406–1479) velencei patrícius, Marco Cornaro velencei dózse dédunokája, 8 gyermek, többek között:
    - I. (Cornaro) Katalin (Caterina) (1454–1510) ciprusi királynő (ur.: 1474–1489), férje II. (Fattyú) Jakab (1438–1473) ciprusi király, 1 fiú:
      - III. (Lusignan) Jakab (Famagusta, 1473. augusztus 28. – Famagusta, 1474. augusztus 26.), apja halála után született, III. Jakab néven a születésétől a haláláig Ciprus királya

  - Valenza (1424–?), férje Giovanni Loredan (?–1468), Antipárosz ura
  - Márk (Marco) (1425–1475 /után/), a Jeruzsálemi Szent János Ispotályos (Rodoszi) Lovagrend lovagja, házasságon kívüli gyermekek
  - Jolán (Violante) (1427–?), férje Caterino Zeno (1421/35/43–1490 körül), velencei diplomata, követ, 2 fiú
  - Antal (Antonio) (1429/30–1476/90), Szírosz ura, felesége N de Paternò/Paterio, Khiosz úrnője, 2 leány